# Monetazione svizzera
La monetazione svizzera riguarda le monete emesse dalle diverse autorità nel territorio dell'attuale Confederazione svizzera. Le monete furono coniate per secoli da singole autorità locali, come città, abbazie, vescovati o altri signori feudali. Nei secoli ci furono vari episodi di accordi monetari sia interni alla Svizzera sia con altri territori vicini. Solo con la rivoluzione francese e la nascita della Repubblica Elvetica si ebbe una prima unificazione della monetazione. Con la fine della repubblica il diritto di coniazione tornò alle autorità locali, questa volta rappresentate però esclusivamente dai cantoni. Dopo la guerra del Sonderbund, nel 1848, il diritto di coniazione passò dai cantoni alla confederazione e nacque quindi il franco svizzero.

## Antichità
Le monete più antiche rinvenute nel territorio svizzero risalgono a popolazioni celtiche (II secolo a.C.). Sono state trovate nel territorio dei attuali cantoni di Argovia, Soletta, Basilea, Berna e Zurigo.
Si tratta inizialmente di pezzi d'oro e/o argento fusi e in un secondo tempo invece si tratta di monete di imitazione di modelli greci e romani emesse dalle tribù dei Reti, degli Elvezi, dei Sequani e degli Allobrogi.
Non esistono invece zecche ufficiali del periodo romano. Il ritrovamento di tondelli e attrezzi per la coniazione lascia supporre che sia esistita una produzione di monete, anche se minore o forse si trattava di imitazioni se non addirittura di veri e propri falsi. Materiale per coniare è stato trovato nei siti di Augusta Rauracorum (Augst nel canton Basilea Campagna) e Vindonissa (Windisch).
Esistono anche monete romane che in qualche modo si riferiscono alla Svizzera: un aureo coniato da Lucio Munazio Planco, il fondatore di Augusta Rauracorum ed alcuni sesterzi di Adriano, coniati verso il 134-138 d.C., che reca al rovescio la legenda "EXERCITVS RAETICVS". Al rovescio è raffigurato l'imperatore che si rivolge ai soldati. In alcune versioni Adriano è rappresentato in piedi ed in altre sul dorso di un cavallo. Queste monete, (Cohen 578-582) fanno parte di un gruppo di monete abbastanza ampio, tutte con gli stessi tipi, e dedicato ai vari eserciti.

## Alto Medioevo
Con la scomparsa dell'Impero romano l'area dell'attuale Svizzera passò sotto l'influenza dei Franchi. Le monete che si ritrovano in maggior numero sono quelle coniate dai sovrani Merovingi. Inizialmente si tratta di monete di imitazione bizantina: si tratta in genere di tremissi, ma a volte anche di solidi, in entrambi i casi cioè di monete d'oro.
Nel tardo VII secolo, sul finire del periodo merovingio, inizia anche la produzione di una nuova moneta d'argento il denier.
Nell'alto Medioevo si ha una certa coniazione nelle aree della Svizzera francese. Nel periodo merovingio iniziano a coniare le zecche di Ginevra, Losanna, Vevey, Sedunum (Sion) e del monastero di Agaunum (ora Saint-Maurice).
Queste zecche coniano dei tremissi aurei, con tipi molto semplici, in genere una testa al diritto ed una croce al rovescio. Le zecche si distinguono dalle legende: a Sedunum abbiamo SIDINISIVM CIVITATE e ad Agaunum il monastero, legato alla leggenda di san Maurizio, pone legende come SC. MAVRICI, AGANVS FIT (Aganus fecit, Agano coniò).
Si hanno anche monete d'argento come quella coniata a Basilea e riportata da Coraggioni.
Nella metà dell'VIII secolo ai merovingi succede la dinastia carolingia. Nello stesso periodo gradualmente in Europa si ha il passaggio dalla monetazione di tipo bizantino, basata sull'oro, ad un nuovo tipo di moneta d'argento. Questo passaggio, che inizia con Pipino il Breve fu definita con l'affermazione della monetazione carolingia. Carlo Magno fissò il peso della libra a circa 367 grammi di argento fino. Da una libra si coniavno 240 monete d'argento cui fu dato il nome di denaro (in francese denier, in tedesco Pfenning etc.).
Anche nelle zecche svizzere fu adottato il sistema carolingio in uso all'epoca e che regolerà gran parte della monetazione europea per secoli e sarà usato dall'Inghilterra e dal Regno Unito fino al 1972. La libra (fr. livre, ted. Pfund, lat. ed it. lira) era divisa anche in 20 solidi (de. Schilling, fr. Sol).
Lira e soldo erano semplicemente unità di conto.
In periodo carolingio ad esempio vengono coniati i denier di Agaunum che imitano le monete di Ludovico il Pio.
In Svizzera si coniano denari anche nelle zecche imperiali di Basilea, Coira e Zurigo.
Monete con la scritta BASILIA risalgono alla seconda metà del VII secolo.
I Vescovi di Basilea che godevano del privilegio di emettere moneta già nell'Alto Medioevo, nel 1373 impegnarono questo diritto alla città.
Berna coniò bratteati subito dopo il 1224 con l'emblema della città, l'orso passante a sinistra.
Friburgo ottenne il privilegio di emissione nel 1422 ed iniziò a coniare nel 1434; fino a quel momento aveva usato monete del Vescovo di Losanna, mentre i conti di Gruyères, che avevano ottenuto il diritto nel 1396 a Praga dall'Imperatore Venceslao, coniarono solo nel XVI secolo con il Conte Michael (1539-1576).
Nei Grigioni Coira ricevette il privilegio presumibilmente da Federico III (1440-1493), mentre i vescovi della città l'avevano ottenuto da Ottone I nel 958. Sempre nei Grigioni i Trivulzio, una famiglia milanese, ricevettero il privilegio dallo stesso Federico III e l'esercitarono a Mesocco con Gian Giacomo (1487-1518) e Gian Francesco coniando monete di tipo milanese.
A Lucerna la zecca fu aperta nel 1419 mentre a Neuchâtel le prime monete furono coniate dalla contessa di Neuchâtel, Isabelle (1373-1395).
I Cantoni Unterwalden, Svitto ed Uri emisero monete assieme nel 1503, coniate nella zecca di Bellinzona. Queste monete avevano tipi e piede italiani e circolarono anche nel milanese.
Sempre a Bellinzona furono coniate monete da Uri e Nidwalden agli inizi dal 1500. Gli stessi due cantoni coniarono due monete ad Altdorf un secolo dopo.
L'abbazia di San Gallo aveva il diritto di coniazione già nel 947 e iniziò ad esercitarlo prima del 1240 emettendo monete fino al 1796. La città emise monete tra la fine del Trecento e gli inizi del Quattrocento. Una sua monete del 1424 è probabilmente la prima moneta svizzera con la data.
Sciaffusa affittò il privilegio dal Convento di Allerheiligen (Ognissanti) nel 1333
Soletta ottenne il diritto di coniazione del 1381 ed emise monete con il piede bernese.
Svitto emise monete per la prima volta con Uri ed Unterwalden nel 1503 e nello stesso secolo iniziò anche a coniare da solo; anche Uri si trova nella stessa situazione.
Il Canton Ticino e i cantoni di Argovia e Turgovia iniziarono a coniare solo nel XIX secolo. In Argovia in precedenza erano attive le zecche di Zofingen, Laufenburg e dell'abbazia di Muri.
Nel Vallese i vescovi di Sion iniziarono a coniare appena ottenuta l'indipendenza dai Duchi di Savoia. Intorno al 1630 furono emesse monete dalla "Repubblica Vallese". Nel XIX secolo il cantone non coniò.
Nel Vaud i diritti dei vescovi di Losanna risalgono agli inizi dell'XI secolo. Dopo la conquista da parte di Berna la coniazione fu interrotta e riprese con le monete cantonali nel 1804.
La città di Zugo iniziò a coniare nella metà del XVI secolo, mentre il cantone ha coniato nell'Ottocento solo un Rappen ed un Angster di rame.
Zurigo ha iniziato nel 1417 e da allora è stato, assieme a Berna, uno di centri più rilevanti nell'economia svizzera.

## XI - XV secolo
Solo dopo il mille cominciò una produzione sistematica che richiese la creazione di zecche vere e proprie. Le prime furono create dai Vescovi nelle diocesi delle città più importanti: Ginevra, Losanna, Basilea, Coira ecc.
Dal 1200 la produzione aumentò e furono aperte zecche anche a Nyon, Neuchâtel, Burgdorf, Zofingen e Laufenburg. Le prime monete di valore superiore al Pfennig furono coniate verso la fine del XIV secolo.
Tuttavia per secoli la produzione non fu mai sufficiente a coprire le esigenze della circolazione monetaria interna e le città svizzere fecero ricorso a diversi concordati monetari.
Alla fine del Medioevo tutte le principali zecche svizzere erano già attive.

## XVI - XVIII secolo
Alla fine del Medioevo, in Svizzera, come in gran parte dell'Europa, esisteva una grande quantità di differenti monete che obbligavano a frequenti cambi e che rendevano difficile i commerci, giacché con il cambio veniva perso parte del valore della moneta. Questo stato di cose spinse spesso le città alla ricerca di patti o alleanze monetarie che definissero una politica monetaria con un'unica moneta.
Accanto alle alleanze monetarie si avevano a volte semplici accordi monetari che regolavano la circolazione delle monete nei vari stati fissando le regole di scambio.
Già nel XV secolo c'erano state alleanze monetarie come il Rappenmünzbund, il Riedlinger Münzbund ed un'altra alleanza con Zurigo, Lucerna, Uri, Svitto, Untervaldo, Zugo e Glarona.
Verso la metà del XVI secolo Zurigo spinse per l'adesione dei cantoni al sistema monetario imperiale ma sia gli interessi economici divergenti che la volontà di essere autonomi portarono al rifiuto.
Invece nello stesso periodo Berna, forte anche della conquista del Vaud del 1536, iniziò a stipulare accordi con Friburgo, Soletta, Neuchâtel, il Vallese e Ginevra.
In seguito al processo d'inflazione a cavallo tra il XVI ed il XVII secolo causata dall'argento del Perù, ci fu la crisi del 1620-23 (Kipper- und Wipperzeit) e gli accordi divennero più ampi ed in linea di massima i cantoni maggiori riuscirono di fatto ad indirizzare la politica monetarie dei cantoni più piccoli: Berna influenzò Soletta e il Vallese, mentre Zurigo influenzò Svitto. Altri cantoni subivano influenze diverse, ad esempio il Canton Ticino quella di Milano).
Anche nel XVIII secolo, su iniziativa di Zurigo, Berna, Friburgo e Soletta, ci furono tra il 1714 ed il 1724, diversi tentativi per uniformare le monete. Nel 1757 si cercò di unificare almeno qualche elemento. Tuttavia i rapporti, anche monetari, con gli stati stranieri confinanti impedivano alle aree periferiche della Svizzera di aderire ad un accordo confederale. Accordi furono perciò stipulati solo tra cantoni che avevano stretti rapporti economici come ad esempio Appenzello con San Gallo o le "Tre Leghe".
L'unità monetaria fu forzatamente trovata con la creazione della Repubblica Elvetica.

## Repubblica Elvetica (1798 - 1803)
In Svizzera fino al 1798 l'emissione di monete era rimasto privilegio di molte e varie autorità: cantoni, città, signori feudali laici ed ecclesiastici.
Con la creazione da parte dei francesi della Repubblica Elvetica per la prima volta fu introdotta un'unica moneta per tutto il territorio Svizzero, cui fu dato il nome di "Franken".
Fu scelta il sistema monetario che era già in uso a Basilea, Soletta e Berna, utilizzando il piede bernese che prevedeva un Franken da 0,476 (900/1000) grammi d'oro a fronte dei 0,323 (900/1000) del Franco francese.
Le monete erano ancora di tipo moderno anziché contemporaneo, cioè il tondello era più largo (e meno spesso) rispetto alle monete che gli altri paesi europei avevano iniziato a coniare nello stesso periodo.

## Monete cantonali: 1803 - 1848
Dopo l'Atto di Mediazione il diritto di coniazione tornò ai singoli cantoni. Invece non furono più attive le vecchie zecche feudali.
Cessarono quindi di lavorare definitivamente le zecche dei vescovi di Basilea, di Coira (Chur), Sion (Sitten), delle città di Coira (Chur), San Gallo, degli abati di Disentis, Einsiedeln, Fischingen, Rheinau, dei signori di Haldenstein, di Reichenau, di Neuchâtel. Tutte queste autorità, che nel XVIII secolo avevano ancora coniato, non emisero più monete nel XIX secolo.
Il sistema più diffuso era quello di Berna così articolato:
| 1 Franken | = | 10 Batzen | = | 100 Rappen |
|           |   | 1 Batzen  | = | 10 Rappen  |
|           |   | 1 Kreuzer | = | 2 ½ Rappen |

Oltre alle monete citate furono coniati dobloni d'oro da 16 Franken. Pesavano 7,64 g al titolo di 900/1000. Quindi il Franken valeva 0,478 grammi in lega e 0,42975 di fino. Il valore era molto simile a quello delle monete della "Repubblica Elvetica". Il Franco francese valeva 0,2907 g di fino ed il rapporto era 1,48 a favore delle monete svizzere. Nel 1848, al momento del passaggio dalla monete cantonali al Franco svizzero, sarà applicato questo cambio.
Monete precedenti, ancora in circolazione, erano così valutate:
- Doblone = 160 Batzen
- Neutaler = 40 Batzen = 4 Franken

I cantoni emisero le seguenti monete:
- Argovia: Nuovo tallero da 4 Franken, 20, 10, 5 Batzen (Ag); 1, 1/2 Batzen, 2, 1 Rappen (Bi)
- Appenzello Esterno: 4, 2, 1/2 Franken (Ag); 1 1/2 Batzen, Kreuzer (Bi); Pfennig (Cu)
- Basilea: 5, 3 Batzen (Ag); 1, 1/2 Batzen, 2, 1 Rappen (Bi)
- Berna: doblone da 16 Franken (Au); Neutaler da 4 Franken, monete francesi con contromarca[7], 1/2 Neutaler, 1 Franken, 5, 2-1/2 Batzen (Ag); 1, 1/2, Batzen, 5, 2-1/2, 2, 1 Rappen (Bi). Nel 1825 furono coniate delle monete d'oro da 4 ducati, del peso di 14 grammi al titolo di 986/1000. Servivano solo nei rapporti d'affari.
- Friburgo: 4 Franken, 10 e 5 Batzen (Ag); 1, 1/2 Batzen, 5, 2-1/2, 2, 1 Rappen (Bi).
- Ginevra:
  - monete francesi (1798-1814).[8]
  - monete di tipo francese: sol da 12 denier (1814 - 1838): 1-1/2, 1 sol (Ag); 6 denier (Bi).
  - sistema decimale con franc da 100 centimes (1838-1848): 20, 10 franc (Au); 10, 5 franc (Ag); 25, 10, 5, 4, 2 centime (Bi); centime (Cu).[9]
- Glarona 15 Schilling (Ag); 3 ed 1 Schilling (Bi) (1 Schilling = 3 Rappen)
- Grigioni: doblone da 16 Franken (Au) [7,64 g 900/1000]; 10 e 5 Batzen (Ag); 1, 1/2 ed 1/6 Batzen (Bi).
- Lucerna: 20 e 10 Franken (Au); 4 Franken, 10 5 e 2 1/2 Batzen (Ag); 1, 1/2 Batzen (Bi); Rappen, Angster (Cu)
- Neuchâtel:[10]
  - Louis Alexandre Berthier (1806 - 1814): 2 franc (Ar), Batzen, 1/2 Batzen, Kreutzer (Bi)
  - Federico Guglielmo III di Prussia (1797-1806; 1814-1840): Kreutzer, coniato nel 1817 e 1818
- Nidvaldo: 5 Batzen (Ag); 1 Batzen, 1/2 Batzen (Bi)
- Obvaldo: 5 Batzen (Ag); 1 Batzen, 1/2 Batzen (Bi)
- San Gallo: 1/2 Franken, 5 Batzen (Ar); 6 Kreutzer, 1 Batzen, 1/2 Batzen, 1/4 Batzen (= 1 Kreutzer), 2 Pfenninge, 1/2 Kreutzer, 1 Pfenninge (Bi)
- Sciaffusa: 1, 1/2 Batzen, 1 Kreutzer (Bi)
- Soletta: 32, 16 e 8 Franken (Au); Neutaler (= 4 Franken), Franken, 5 Batzen, 2-1/2 Batzen (Ar); Batzen, 1/2 Batzen, Kreutzer, Rappen (Bi)
- Svitto: 1 Ducato (Au); 4 Batzen (Ag); 2, 2/3 Batzen, 2 Rappen (Bi), Rappen, Angster (Cu)
- Ticino: 4, 2 Franchi, 1, 1/2, 1/4 Franco (Ar); 3 soldi (Bi); 6, 3 denari (Cu)
- Turgovia: 5 Batzen (Ar); 1, 1/2 Batzen, 1, 1/2 Kreutzer (Bi)
- Uri: 4, 2 Batzen (Ar); 1, 1/2 Batzen, Rappen (Bi)
- Vaud: 40, monete francesi con contromarca[11] da 39 Batzen, 20, 10 Batzen, 1 Franken, 5 Batzen (Ar); 1, 1/2 Batzen, 2-1/2, 1 Rappen (Bi)
- Zugo: Rappen, Angster (Cu)
- Zurigo: Ducato (Au); Neutaler da 40 Batzen; 20 e 8 Batzen, 10 Schillinge (Ar); 2 e 1 Rappen (= 3 Haller) (Bi)

### Concordato
Nel 1825 alcuni cantoni fecero un accordo ("Concordato") per uniformare i tipi e soprattutto i valori delle monete: Argovia, Basilea, Berna, Friburgo, Soletta, Vaud.
L'accordo prevedeva l'emissione di monete con i seguenti nominali: 5, 2½, 1 e 1/2 Batzen e di 1 Kreuzer (= 1/4 Batzen)
|          | ¼ | ½ | 1 | 2½ | 5 |
| -------- | - | - | - | -- | - |
| Argovia  | x | x | x |    | x |
| Basilea  |   | x | x |    | x |
| Berna    |   | x | x | x  | x |
| Friburgo | x | x | x |    | x |
| Soletta  | x | x | x | x  | x |
| Vaud     |   | x | x |    | x |

Al rovescio delle monete c'era una croce con "C" al centro e la scritta "die concordier(enden) Cantone der Schweiz" (I cantoni concordanti della Svizzera). Per Vaud la scritta era in Francese: "Les cantons concordants de la Suisse".
Al diritto ogni cantone poneva il proprio stemma.
Obbiettivo del "Concordato" era eliminare l'eccesso delle proprie monete frazionali e vietare le monete di minor valore provenienti dal resto della Svizzera.
La maggior parte delle monete fu coniata nel 1826. Le ultime furono coniate a Vaud nel 1834.

## Confœderatio Helvetica(1848 - oggi)
Dopo la Guerra del Sonderbund (1848) una nuova costituzione pose termine alla grande indipendenza di cui godevano i cantoni trasformando la Svizzera in uno stato federale, pur mantenendo il nome di confederazione.
Fu emanata una Costituzione e il diritto di emettere moneta fu riservato al governo centrale.
Le prime monete furono emesse nel 1850. Il piede scelto era quello del Franco francese e la nuova moneta prese il nome di Franco svizzero. Al momento del passaggio dalla monete cantonali al Franco svizzero sarà applicato il cambio 1,48 a favore delle monete svizzere, visto in precedenza.
Dal 1865 al 1927 la Svizzera fu uno dei membri della Unione monetaria latina, e di conseguenza era possibile in forma reciproca la libera circolazione delle monete con Francia, Belgio, Italia e Grecia.
La zecca ufficiale divenne la Swissmint.